# Venetian Village
Venetian Village es un lugar designado por el censo ubicado en el condado de Lake en el estado estadounidense de Illinois. En el Censo de 2010 tenía una población de 2826 habitantes y una densidad poblacional de 446,27 personas por km².

## Geografía
Venetian Village se encuentra ubicado en las coordenadas 42°24′18″N 88°3′1″O / 42.40500, -88.05028. Según la Oficina del Censo de los Estados Unidos, Venetian Village tiene una superficie total de 6.33 km², de la cual 4.75 km² corresponden a tierra firme y (24.95%) 1.58 km² es agua.

## Demografía
Según el censo de 2010, había 2826 personas residiendo en Venetian Village. La densidad de población era de 446,27 hab./km². De los 2826 habitantes, Venetian Village estaba compuesto por el 94.83% blancos, el 0.74% eran afroamericanos, el 0.11% eran amerindios, el 1.2% eran asiáticos, el 0% eran isleños del Pacífico, el 2.05% eran de otras razas y el 1.06% pertenecían a dos o más razas. Del total de la población el 6.02% eran hispanos o latinos de cualquier raza.